# 楽天モバイル (MVNO)
楽天モバイル（らくてんモバイル）は、楽天モバイル株式会社が仮想移動体通信事業者 (MVNO) として運営する日本の電気通信サービスである。

## 概要
NTTドコモ、au（KDDI及び沖縄セルラー）の回線を使用してサービスを提供している。他社のMVNEを使用せず、移動体通信事業者（MNO）との直接交渉、相互接続機能、顧客管理・課金システムの構築・運用等を独自に行っている。
契約数は2019年5月末時点で180万回線に上っていた。
その後、楽天モバイルがMNOサービスを開始したため、次第に自社回線へ統合していく方針で、2020年4月7日（MNOサービス正式開始の前日）をもって新規契約の受付を終了した。

### 楽天モバイル for Business
ウィルコム（現:ソフトバンク）のPHS音声通話回線とフュージョン・コミュニケーションズ（現:楽天コミュニケーションズ）のIP電話回線「FUSION IP-Phone」を使用した法人向けのIP電話サービス。音声系MVNO。
2009年4月15日にサービスを開始し、「FUSION IP-Phone PHS」への改称を経て、2020年7月31日にサービス終了した。
ウィルコムの企業向け内線サービスW-VPNを利用した転送電話で、PHSの音声通話回線とフュージョン・コミュニケーションズのIP電話回線を事業者間接続し、ウィルコムPHS・緊急通報以外への通話はすべてIP電話回線に転送された。電話番号に050を使用するFMCサービスだったが、転送電話であるためPHS用に割り当てられた電話番号の070も使用することができた。端末はW-VPNに対応した一般向けのPHSと、それにカスタマイズを施した法人向け端末が使用可能だった。

## 沿革
- 2009年4月15日 - 楽天グループのフュージョン・コミュニケーションズが、ウィルコムのPHS回線を利用した法人向けIP電話サービス「楽天モバイル for Business」（MNO事業と区別するために、2016年ごろに「FUSION IP-Phone PHS」に改称）のサービスを開始[5][8]。
- 2014年10月29日 - NTTドコモの通信網を利用した格安携帯電話としてサービスを開始する[9]。
- 2015年12月1日 - フュージョン・コミュニケーションズの格安携帯電話事業を、楽天本体へ移管[10]（FUSION IP-Phone PHSを除く）。フュージョン・コミュニケーションズは楽天コミュニケーションズに社名を変更する。
- 2017年9月26日 - 楽天がプラスワンマーケティングが運営するMVNO事業「FREETEL」を、5億2,000万円で買収すると発表した[11]。
- 2018年
  - 3月9日 - FUSION IP-Phone PHSの新規契約受付を終了[12]。
  - 4月6日 - 楽天モバイルネットワークが1800MHz帯で割り当てを受け、モバイルネットワークを有するMNOとなる[13][14][15][16]。
  - 10月1日 - au回線を使ったサービスを開始した[17]。
- 2019年
  - 3月14日 - 当日の10:00から新規申し込みをしたユーザーに対して、楽天モバイルネットワークのサービス開始次第プランの変わらない自社回線版のSIMカードを配布すると発表した[2]。
  - 4月1日 - 楽天モバイルネットワークが楽天モバイルへ社名を変更し、運営元が楽天本体から楽天モバイルへ移管された[18][19]。
  - 10月1日 - DMM.comからMVNOサービス「DMM mobile」および光接続サービス「DMM光」の事業を譲受[20]。
- 2020年
  - 4月7日 - MVNOサービスの新規契約受け付けを終了。
  - 7月31日 - 楽天コミュニケーションズの「FUSION IP-Phone PHS」のサービスを終了[6]。

## 料金プラン
支払い方法は、クレジットカード、楽天銀行とスルガ銀行のデビットカード、手数料100円で口座振替、楽天スーパーポイントから一部または全額を割り引きがある。
2015年10月5日にプラン名とSIMを変更し、3G通信専用の端末はデータ通信を使用できない。
料金プランには組み合わせプランとスーパーホーダイの2つがあり、後者はドコモ回線で通話SIMを選択した場合のみ選べる。なお、ドコモ回線で通話SIMを選択した場合でも組み合わせプランを選ぶことができる。
表にある料金はすべて税別である。

### SIM種別
通話SIM
090・080・070電話番号を付与する。
050データSIM（SMSあり）
SMSとViberで050番号が使用可能である。2016年9月22日までは「データSIM（SMSあり）」として、050番号を付与せずに提供した。
データSIM（SMSなし）（ドコモ回線のみ）
通話サービス無し、通信サービスのみ。

### 組み合わせプラン
SIMと通信プランによる料金。なお、ドコモ回線とau回線の料金は同一である。
ベーシックプランおよびパック通信量を超過した場合の通信速度は最大200kbpsだが、残容量は翌月へ繰り越しが可能である。楽天モバイルアプリで、通信速度と通信プランの変更が可能である。
| プラン名＼SIM    | 通話SIM | 050データSIM（SMSあり） | データSIM（SMSなし）（ドコモ回線のみ） |
| ---------------- | ------- | ----------------------- | -------------------------------------- |
| ベーシックプラン | 1,250円 | 645円                   | 525円                                  |
| 3.1GBプラン      | 1,600円 | 1,020円                 | 900円                                  |
| 5GBプラン        | 2,150円 | 1,570円                 | 1,450円                                |
| 10GBプラン       | 2,960円 | 2,380円                 | 2,260円                                |
| 20GBプラン       | 4,750円 | 4,170円                 | 4,050円                                |
| 30GBプラン       | 6,150円 | 5,520円                 | 5,450円                                |

### スーパーホーダイ
旧:コミコミプラン。ドコモ回線の通話SIMを選択した場合選ぶことができる。
組み合わせプランとの違いは、高速通信容量を使い切っても最大1Mbpsの通信が使い放題（但し、12:00~13:00, 18:00~19:00では最大300kbps）であること、10分以内の通話がかけ放題であること、最低利用期間が存在することである。
最低利用期間によって2年間の割引額が変化する。また、楽天会員である場合は2年間それに加えて500円、ダイヤモンド会員である場合は一年間1,000円割引される。
例えばダイヤモンド会員がプランSで3年間の最低利用期間を選んだ場合、1年目は980円、2年目は1,480円、3年目は2,980円となるため、注意してプランを選ぶ必要がある。

#### プランS 高速通信容量：2GB
| 最低利用期間＼会員                    | 非会員/会員において2年後、ダイヤモンド会員において2年後 | 会員（2年間）/ダイヤモンド会員において1年後 | ダイヤモンド会員（1年間） |
| ------------------------------------- | ------------------------------------------------------- | ------------------------------------------- | ------------------------- |
| 1年/すべての最低利用期間において2年後 | 2,980円                                                 | 2,480円                                     | 1,980円                   |
| 2年（2年間）                          | 2,480円                                                 | 1,980円                                     | 1,480円                   |
| 3年（2年間）                          | 1,980円                                                 | 1,480円                                     | 980円                     |

#### プランM 高速通信容量：6GB
初月はすべての場合において1,000円割引される。
| 最低利用期間＼会員                    | 非会員/会員において2年後、ダイヤモンド会員において2年後 | 会員（2年間）/ダイヤモンド会員において1年後 | ダイヤモンド会員（1年間） |
| ------------------------------------- | ------------------------------------------------------- | ------------------------------------------- | ------------------------- |
| 1年/すべての最低利用期間において2年後 | 3,980円                                                 | 3,480円                                     | 2,980円                   |
| 2年（2年間）                          | 3,480円                                                 | 2,980円                                     | 2,480円                   |
| 3年（2年間）                          | 2,980円                                                 | 2,480円                                     | 1,980円                   |

#### プランL 高速通信容量：14GB
初月はすべての場合において3,000円割引される。
| 最低利用期間＼会員                    | 非会員/会員において2年後、ダイヤモンド会員において2年後 | 会員（2年間）/ダイヤモンド会員において1年後 | ダイヤモンド会員（1年間） |
| ------------------------------------- | ------------------------------------------------------- | ------------------------------------------- | ------------------------- |
| 1年/すべての最低利用期間において2年後 | 5,980円                                                 | 5,480円                                     | 4,980円                   |
| 2年（2年間）                          | 5,480円                                                 | 4,980円                                     | 4,480円                   |
| 3年（2年間）                          | 4,980円                                                 | 4,480円                                     | 3,980円                   |

#### プランLL 高速通信容量：24GB
初月はすべての場合において4,000円割引される。
| 最低利用期間＼会員                    | 非会員/会員において2年後、ダイヤモンド会員において2年後 | 会員（2年間）/ダイヤモンド会員において1年後 | ダイヤモンド会員（1年間） |
| ------------------------------------- | ------------------------------------------------------- | ------------------------------------------- | ------------------------- |
| 1年/すべての最低利用期間において2年後 | 6,980円                                                 | 6,480円                                     | 5,980円                   |
| 2年（2年間）                          | 6,480円                                                 | 5,980円                                     | 5,480円                   |
| 3年（2年間）                          | 5,980円                                                 | 5,480円                                     | 4,980円                   |

## プリペイドSIM
データSIM専用。
- 1GB 2,980円
- 2GB 3,980円

## 販売端末
最新の機種は 公式ページ から確認できる。

### スマートフォン
- Acer
  - Liquid Z330
- ASUS
  - ZenFone 5 (A500KL)
  - ZenFone 2
  - ZenFone 2 Laser
  - ZenFone 3
  - ZenFone 3 Laser
  - ZenFone 3 Max
  - ZenFone 3 Ultra
  - ZenFone 4
  - ZenFone 4 Max
  - ZenFone 4 Selfie
  - ZenFone 5 (ZE620KL)
  - ZenFone Go
  - ZenFone Live
  - ZenFone Max
  - ZenFone Selfie
  - ZenFone Max Plus (M1)
- Essential
  - Essential Phone
- 富士通
  - ARROWS M01
  - arrows RM02/M02
  - arrows M03
  - arrows M04
  - arrows RX
- HTC
  - Desire 626
  - HTC U11 life
  - HTC U12+
- ファーウェイ
  - Ascend Mate7
  - Mate S
  - Mate 9
  - HUAWEI Mate 10 Pro
  - HUAWEI Mate 20 Pro
  - HUAWEI P8 lite
  - HUAWEI P8 MAX
  - HUAWEI P9
  - HUAWEI P9 lite
  - HUAWEI P10
  - HUAWEI P10 lite
  - HUAWEI P10 Plus
  - HUAWEI P20
  - HUAWEI P20 lite
  - HUAWEI P30 lite
  - HUAWEI nova
  - HUAWEI nova lite
  - HUAWEI nova lite 2
  - HUAWEI nova 3
  - HUAWEI nova lite 3
  - honor 6 Plus
  - honor 8
  - honor 9
  - HUAWEI Y6
- LG
  - LG Q Stylus
- モトローラ
  - moto g5s
- ONKYO
  - GRANBEAT
  - CAT S60
- OPPO
  - Find X
  - R17 Pro
  - AX7
  - Reno 10x Zoom
  - OPPO Reno A 128GB
  - OPPO A5 2020
- サムスン電子
  - Galaxy A7
  - Galaxy S10
  - Galaxy Note10+
- シャープ
  - AQUOS SH-M01
  - AQUOS SH-RM02
  - AQUOS mini SH-M03
  - AQUOS SH-M04
  - AQUOS sense lite SH-M05
  - AQUOS R compact SH-M06
  - AQUOS sense plus SH-M07
  - AQUOS sense2 SH-M08
  - AQUOS R2 compact SH-M09
  - AQUOS zero SH-M10
  - AQUOS sense3 lite
  - AQUOS sense3 plus
- ソニーモバイル
  - Xperia J1 Compact
  - Xperia Ace
- VAIO
  - VAIO Phone Biz
- ZTE
  - ZTE AXON 7
  - ZTE BLADE E01
  - ZTE BLADE E02

### 携帯電話
- SHARP
  - AQUOS ケータイ SH-N01

### タブレット
- ASUS
  - MeMO Pad 7
  - ZenPad 8.0 (Z380KL)
  - ZenPad 10 (Z300CL)
  - ASUS ZenPad 10 (Z300CNL)
- HUAWEI
  - MediaPad M2 8.0
  - MediaPad T1 7.0 LTE
  - MediaPad T2 7.0 Pro
  - HUAWEI MediaPad M3
  - HUAWEI MediaPad M3 Lite
  - HUAWEI MediaPad M3 Lite 10
- Lenovo
  - YOGA Tablet 2
- NEC
  - LaVie Tab S

### パソコン
- VAIO S11

### ルーター
- Aterm MR03LN
- Aterm MR04LN
- Aterm MR04LN RB
- Aterm MR05LN
- Aterm MR05LN RW
- Aterm MP02LN

## CM

### 出演者
米倉涼子 (2020年-現在)
川平慈英(楽天カードマン)
広末涼子
サンドウィッチマン
今田美桜
田中将大
ゆず-CMソングとしてOfficial髭男dismの藤原聡と共作した「Rakuen」が使用されている。
過去
- YOSHIKI
- ローラ